# James Dean Bradfield
James Dean Bradfield (ur. 21 lutego 1969 w Monmountshire) – gitarzysta i wokalista Manic Street Preachers. 

## Życiorys
Jest jedynym dzieckiem Monty'ego i Sue. Mieszkał z rodzicami oraz kuzynem Seanem Moore'em w szeregowym domu w Pontllanfraith. Uczęszczał do szkoły Oakdale Comprehensive, w której poznał Nicky'ego Jonesa, współzałożyciela Manic Street Preachers. 
Na początku 2004 związał się z Mylene Halsall i poślubił ją we Florencji w lipcu tego samego roku.

## Nagrania solo
24 lipca 2006 wydał solową płytę The Great Western. Na pierwszego singla został wybrany utwór That's No Way To Tell A Lie.
Utwory artysty na UK Top 75 Singles:
- 22/07/2006 James Dean Bradfield That's No Way to Tell a Lie 18 {18}-48-67→3
- 07/10/2006 James Dean Bradfield an English Gentleman 31 {31}→1